# Daughters (Dokumentarfilm)
Daughters (engl. für „Töchter“) ist ein Dokumentarfilm von Angela Patton und Natalie Rae. Sie begleiten darin mehrere Insassen eines Gefängnisses in Washington D.C. und deren Töchter vor, während und nach einer für sie gemeinsam organisierten Tanzveranstaltung. Die Weltpremiere von Daughters fand im Januar 2024 beim Sundance Film Festival statt, wo der Film für den Grand Jury Prize im U.S. Documentary Competition nominiert war und neben dem Publikumspreis mit dem Festival Favorite Award ausgezeichnet wurde. Mitte August 2024 wurde der Film weltweit in das Programm von Netflix aufgenommen.

## Inhalt
Die 5-jährige Aubrey Smith, die 10-jährige Santana Stewart, die 11-jährige Ja'Ana Crudup und die 15-jährige Raziah Lewis bereiten sich wie einige andere Mädchen auf einen großen Tanzabend vor. Der „Daddy Daughters Dance“ wird für sie auf Initiative von „Girls for a Change“ hin veranstaltet. Ihre Väter verbüßen in einem Gefängnis in Washington, D.C. teils lange Haftstrafen.
Die Mädchen ziehen an diesem Abend ihre besten Kleider an. Ihre Väter tauschen ihre orangefarbene Gefängniskleidung durch geliehene Anzüge, legen sich eine Krawatte an und kommen mit ihren Töchtern in der eigens festlich dekorierten Turnhalle des Gefängnisses zusammen. Gemeinsam verbringen sie ein paar feierliche Stunden. Die Mädchen haben ihre Väter oft Jahre nicht mehr live gesehen, geschweige denn in den Arm nehmen können. Für die 11-jährige Ja'Ana ist es gar das erste Mal, dass sie ihrem Vater in einem direkten Kontakt begegnet.

## Produktion

### „Girls for a Change“ und Regie
Regie führten Angela Patton und Natalie Rae. Daugters ist Raes Langfilmdebüt. Patton ist Aktivistin. Ihr Engagement gilt insbesondere Kindern und Jugendlichen. Sie arbeitete jahrzehntelang mit jungen Menschen als CEO von „Girls for a Change“, einer gemeinnützigen Organisation, die schwarze Mädchen in ihrer Heimatstadt Richmond, Virginia, unterstützt, indem sie auf ihre besonderen Bedürfnisse eingeht und gleichzeitig Raum für Unschuld und Spiel lässt. „Date with Dad“ ist eines von Pattons weiteren Programmen, das sie für Mädchen auflegte, deren Väter im Gefängnis sitzen. Dieses soll getrennt voneinander lebenden Familienmitgliedern die Möglichkeit geben, einen Moment der Zweisamkeit zu erleben. Rae nahm mit Patton Kontakt auf, nachdem diese im Jahr 2012 bei einem TEDWomen-Vortrag über den Erfolg dieser Programme gesprochen hatte.

### Kamera, Filmschnitt und Filmmusik
Die Dreharbeiten erstreckten sich über mehrere Jahre. Der Film zeigt die vier Mädchen und ihre Eltern auch nach dem „Daddy Daughters Dance“. Kameramann Michael Fernandez arbeitete in der Vergangenheit für den Thriller The Burial of Kojo von Blitz Bazawule, dessen nachfolgenden Musikfilm Black Is King, den Dokumentarfilm For Love & Country von Joshua Kissi und zuletzt für den Thriller The Accidental Getaway Driver von Sing J. Lee.
Den Filmschnitt übernahmen Adelina Bichis und Troy Lewis. Bichis war in den letzten Jahren für die Filme Good Posture von Dolly Wells, Balance, Not Symmetry von Jamie Adams und Silent Roar von Johnny Barrington tätig.
Die Filmmusik komponierte die Singer-Songwriterin Kelsey Lu, die zuvor für den Film Earth Mama von Savanah Leaf tätig war. Das Soundtrack-Album mit insgesamt 28 Musikstücken wurde am 13. November 2024 von Netflix Music als Download veröffentlicht. Darunter finden sich auch drei Stücke des Singer-Songwriters Miink aka Dorian Lutz.

### Veröffentlichung
Die Weltpremiere von Daughters fand am 22. Januar 2024 beim Sundance Film Festival statt. Neben den Regisseurinnen Angela Patton und Natalie Rae waren auch eine Reihe weiterer am Film beteiligter und mitwirkender Personen anwesend, darunter Chad Morris, die Mädchen und ihre Mütter. Ebenso anwesend war Santanas Vater Mark, der zu diesem Zeitpunkt bereits aus dem Gefängnis entlassen war. Im April 2024 wurde der Film beim Miami Film Festival und beim Sarasota Film Festival gezeigt. Ab Mitte Juni 2024 wurde er beim Bentonville Film Festival vorgestellt und ab Ende des Monats beim Montclair Film Summer Showcase. Im August 2024 fanden Vorstellungen beim Melbourne International Film Festival statt. Am 14. August 2024 wurde der Film weltweit in das Programm von Netflix aufgenommen.

## Rezeption

### Altersfreigabe und Kritiken
In den USA wurde der Film als PG-13 eingestuft.
Von den bei Rotten Tomatoes aufgeführten Kritiken sind alle positiv bei einer durchschnittlichen Bewertung mit 8,2 von 10 möglichen Punkten, womit er aus den 25. Annual Golden Tomato Awards als Drittplatzierter unter den Dokumentarfilmen des Jahres 2024 hervorging.  Bei Metacritic erhielt der Film einen Metascore von 85 von 100 möglichen Punkten.

### Auszeichnungen
Im Rahmen der Oscarverleihung 2025 wurde Daughters in eine 15 Titel umfassende Shortlist der Kategorie Bester Dokumentarfilm aufgenommen. Im Folgenden eine Auswahl von Auszeichnungen und Nominierungen.
African-American Film Critics Association Awards 2024
- Auszeichnung als Bester Dokumentarfilm[10]

Alliance of Women Film Journalists Awards 2024
- Nominierung als Bester Dokumentarfilm[11]

Astra Film Awards 2024
- Nominierung als Bester Dokumentarfilm[12]

Black Film Critics Circle Awards 2024
- Auszeichnung als Bester Dokumentarfilm[13]

Black Reel Awards 2025
- Nominierung als Bester Dokumentarfilm (Angela Patton und Natalie Rae)
- Nominierung für die Beste Nachwuchsregie (Angela Patton)
- Nominierung für den Besten Schnitt (Adelina Bichis und Troy Lewis)[14]

British Academy Film Awards 2025
- Nominierung als Bester Dokumentarfilm (Natalie Rae und Angela Patton)[15]

Celebration of Cinema and Television 2024
- Auszeichnung mit dem Documentary Award (Natalie Rae und Angela Patton)[16]

Chicago Film Critics Association Awards 2024
- Nominierung als Bester Dokumentarfilm[17]

Cinema Eye Honors Awards 2024
- Nominierung als Bester nichtfiktionaler Film
- Nominierung als Bester Debütfilm (Natalie Rae und Angela Patton)
- Nominierung für den Publikumspreis[18]

Critics’ Choice Documentary Awards 2024
- Auszeichnung als Best New Documentary Filmmaker (Natalie Rae und Angela Patton)
- Nominierung als Bester Dokumentarfilm
- Nominierung für die Beste Regie (Natalie Rae und Angela Patton)
- Nominierung für die Beste Kamera (Michael Fernandez)
- Nominierung für den Besten Filmschnitt (Adelina Bichis und Troy Lewis)
- Nominierung für die Beste Filmmusik[19][20]

Directors Guild of America Awards 2025
- Nominierung für die Beste Regie - Dokumentarfilm (Natalie Rae und Angela Patton)[21]

Michigan Movie Critics Guild Awards 2024
- Nominierung als Bester Dokumentarfilm[22]

NAACP Image Awards 2025
- Nominierung als Bester Dokumentarfilm[23]

Online Film Critics Society Awards 2025
- Nominierung als Bester Dokumentarfilm[24]

Sundance Film Festival 2024
- Nominierung für den Grand Jury Prize im U.S. Documentary Competition (Angela Patton und Natalie Rae)
- Auszeichnung mit dem Publikumspreis  im U.S. Documentary Competition (Angela Patton und Natalie Rae)
- Auszeichnung mit dem Festival Favorite Award (Angela Patton und Natalie Rae)